# Car Nicobar
Car Nicobar (eller Pu på det lokale sprog) er det nordligste af Nicobarerne som igen er den sydligste del af det indiske unionsterritorium Andamanerne og Nicobarerne. Det er også en af to lokale administrative afdelinger i indiske distrikt Nicobar.
Car Nicobar ligger 9 ° 10 'N, 92 ° 45' Ø og har en størrelse på 127 km² selv om dette er mindre end 7% af den samlede landmasse af Nicobarerne er 29.145 (2001), over halvdelen af øernes befolkning bosat der. Der er 16 landsbyer på øen. Den største Malacca (4314 indbyggere).